# Бофорт (округ)
Округ Бофорт (англ. Beaufort County) расположен в США, на востоке штата Северная Каролина. В 2000 году население округа было 44 958. Окружным центром является город Вашингтон. Расположен в регионе Внутренние отмели.

## География
По данным Бюро переписи США, общая площадь округа составляет 2483 км², из которых 2144 км² — суша, 339 км² (13,64%) — водная поверхность. Река Памлико делит округ на две примерно равные части.

### Районы
Округ разделён на 6 районов.

### Соседние округа
- Вашингтон — северо-восток
- Хайд — восток
- Памлико — юго-восток
- Крейвен — юго-запад
- Питт — запад
- Мартин — северо-запад

## Города

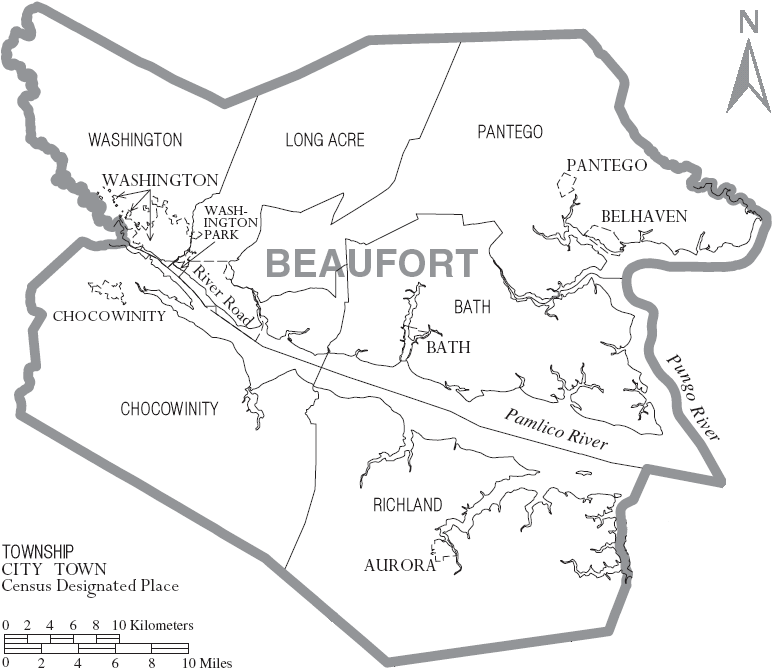
Карта округа Бофорт (Северная Каролина) с указанием городских муниципалитетов и районов.

- Орора
- Бат
- Белхейвен
- Чоковинити
- Пантего
- Ривер-Род
- Вашингтон
- Вашингтон-Парк